# Las Vegas Locomotives
Las Vegas Locomotives (también llamados Locos) es un equipo profesional de fútbol americano con sede en Las Vegas, Nevada, participa en la United Football League. Juega sus partidos de local en el Sam Boyd Stadium, en la temporada 2009 el equipo terminó con marca de 4-2, han ganado el UFL Championship Game en dos ediciones consecutivas (2009 y 2010) en ambas venciendo a Florida Tuskers.

## Récords temporada por temporada
| Temporada | G  | P | E | Pct.  | Lugar | Postemporada                                 | Premios                                                                          |
| 2009      | 4  | 2 | 0 | 0.667 | 2°    | G UFL Championship Game (Florida) 20–17 (TE) | DeDe Dorsey (MVP Championship)                                                   |
| 2010      | 5  | 3 | 0 | 0.625 | 1°    | G UFL Championship Game (Florida) 23–20      | Isaiah Trufant (MVP Defensivo) Jim Fassel (COY) Chase Clement (MVP Championship) |
| 2011      | 3  | 1 | 0 | 0.750 | 2°    | P UFL Championship Game (Virginia) 3-17      |                                                                                  |
| Total     | 12 | 6 | 0 | 0.667 | 2°    | 2-1                                          |                                                                                  |

## Historial Entrenador en Jefe
| Año(s)    | Nombre     | Marca | Pct   | Notas                                        |
| --------- | ---------- | ----- | ----- | -------------------------------------------- |
| 2009-2011 | Jim Fassel | 14-7  | 0.667 | UFL Championship Game (2009, 2010), COY 2010 |

## Marca vs. oponentes
| Equipo                    | G | P | E | Pct.  | PF  | PC  |
| ------------------------- | - | - | - | ----- | --- | --- |
| California Redwoods       | 2 | 0 | 0 | 1.000 | 46  | 27  |
| Florida Tuskers           | 3 | 3 | 0 | 0.500 | 122 | 137 |
| Hartford Colonials        | 1 | 1 | 0 | 0.500 | 38  | 48  |
| Omaha Nighthawks          | 4 | 0 | 0 | 1.000 | 89  | 36  |
| New York Sentinels        | 2 | 0 | 0 | 1.000 | 82  | 17  |
| Sacramento Mountain Lions | 2 | 1 | 0 | 0.667 | 73  | 47  |
| Virginia Destroyers       | 0 | 2 | 0 | 0.000 | 20  | 51  |